# Evodia
Evodia († im 1. Jahrhundert) war eine frühe Christin in Philippi; sie wird im Neuen Testament erwähnt.
Evodia hatte sich in der Christengemeinde von Philippi offenbar mit einer Syntyche zerstritten, sodass sich Paulus veranlasst sah, beide zu ermahnen (Phil 4,2 ). Zugleich erklärt er, beide hätten gemeinsam mit ihm für das Evangelium gekämpft. Evodia wird als Heilige verehrt; ihr Gedenktag ist der 8. Mai.